# Kilmarnock Football Club 2021-2022
Questa voce raccoglie le informazioni riguardanti il Kilmarnock Football Club nelle competizioni ufficiali della stagione 2021-2022.

## Stagione
- In Scottish Championship il Kilmarnock si classifica al 1º posto (67 punti) e ottiene la promozione in Premiership.
- In Scottish Cup viene eliminato al quarto turno dal Dundee Utd (1-2 dopo i tempi supplementari).
- In Scottish League Cup viene eliminato agli ottavi di finale dall'Hibernian (2-0).

## Maglie e sponsor
| Casa | Trasferta |

## Rosa
| N. |                           | Ruolo | Calciatore             |
| -- | ------------------------- | ----- | ---------------------- |
| 1  | Inghilterra (bandiera)    | P     | Zach Hemming           |
| 2  | Inghilterra (bandiera)    | D     | Aaron McGowan          |
| 3  | Inghilterra (bandiera)    | D     | Brandon Haunstrup      |
| 4  | Rep. del Congo (bandiera) | D     | Clévid Dikamona        |
| 5  | Scozia (bandiera)         | D     | Kirk Broadfoot         |
| 6  | Irlanda (bandiera)        | C     | Alan Power             |
| 7  | Scozia (bandiera)         | C     | Rory McKenzie          |
| 8  | Irlanda (bandiera)        | C     | Gary Dicker (capitano) |
| 9  | Scozia (bandiera)         | A     | George Oakley          |
| 10 | Scozia (bandiera)         | A     | Greg Kiltie            |
| 11 | RD del Congo (bandiera)   | A     | Nicke Kabamba          |
| 12 | Inghilterra (bandiera)    | A     | Danny Whitehall        |
| 14 | Inghilterra (bandiera)    | D     | Zeno Ibsen Rossi       |
| 15 | Inghilterra (bandiera)    | A     | Brandon Pierrick       |
| 16 | Irlanda (bandiera)        | P     | Colin Doyle            |

| N. |                             | Ruolo | Calciatore      |
| -- | --------------------------- | ----- | --------------- |
| 17 | Scozia (bandiera)           | D     | Stuart Findlay  |
| 18 | Scozia (bandiera)           | D     | Calum Waters    |
| 19 | Inghilterra (bandiera)      | A     | Mitch Pinnock   |
| 21 | RD del Congo (bandiera)     | C     | Youssuf Mulumbu |
| 22 | Scozia (bandiera)           | D     | Ross Millen     |
| 23 | Irlanda (bandiera)          | P     | Danny Rogers    |
| 24 | Inghilterra (bandiera)      | D     | Zech Medley     |
| 26 | Francia (bandiera)          | C     | Diaguely Dabo   |
| 27 | RD del Congo (bandiera)     | C     | Aaron Tshibola  |
| 28 | Irlanda del Nord (bandiera) | A     | Kyle Lafferty   |
| 29 | Scozia (bandiera)           | C     | Chris Burke     |
| 32 | Scozia (bandiera)           | C     | Tomas Brindley  |
| 33 | Scozia (bandiera)           | C     | Ally Taylor     |
| 34 | Scozia (bandiera)           | P     | Curtis Lyle     |
| 55 | Galles (bandiera)           | D     | Ash Taylor      |